# يوشيهيسا كيشيموتو
يوشيهيسا كيشيموتو (باليابانية: 岸本良久؛ بالكانا: きしもと よしひさ) هو مطور ألعاب فيديو ‏ ياباني، ولد في سبتمبر 1961.